# بازدارنده‌های آنزیم مبدل آنژیوتانسین
مهارکننده آنزیم تبدیل‌کننده آنژیوتانسین (به انگلیسی: ACE-inhibitor) به گروهی از داروها گفته‌می‌شود که با مهار تولید یا عملکرد آنژیوتانسین دو در درمان فشار خون کاربرد دارد.

## عملکردآنژیوتانسین دو
در بدن ابتدا پیش‌ساز هورمون یعنی آنژیوتانسینوژن توسط کبد ساخته و در خون آزاد می‌شود. پروتئین آنژیوتانسینوژن توسط هورمون رنین به آنژیوتانسین یک، تبدیل می‌شود و آنژیوتانسین یک، توسط آنزیم مبدل آنژیوتانسین (ACE) در ریه به آنژیوتانسین دو، تبدیل می‌شود. آنژیوتانسین دو هم یک عامل قوی انقباض عروقی (به خصوص شریانچه‌ها) است و هم از راهکارهای مختلف (مانند تحریک ترشح آلدسترون و هورمون ضدادراری) موجب احتباس آب و سدیم می‌شود لذا عملکرد نهایی هورمون آنژیوتانسین دو، افزایش فشار خون است.

## مهار عملکرد آنژیوتانسین دو
با توضیحات فوق بدیهی است مهار عملکرد آنژیوتانسین دو، نقش مهمی در درمان زیادی فشار حون دارد. برای این کار دو نوع دارو ساخته‌شده‌است؛ مهار ساخت آنژیوتانسین دو در ریه با مهار آنزیم مبدل آنژیوتانسین (ACE) توسط داروهایی مانند کاپتوپریل، لیزینوپریل و انالاپریل و بلوک عملکرد آنژیوتانسین دو بر گیرنده‌هایش توسط داروهایی مانند لوزارتان و والزارتان.

## کاربرد این نوع داروها
این گروه دارویی علاوه‌بر اینکه داروی ترجیحی کاهش فشارخون در برخی بیماران مانند دیابتی‌ها هستند، در درمان نارسایی قلبی و ایسکمی قلبی نیز مفیدند.
موارد منع مصرف : حاملگی، تنگی دوطرفه شریان کلیه، سرفه مزمن به‌دنبال مصرف دارو